# Jean-Marie Prévost

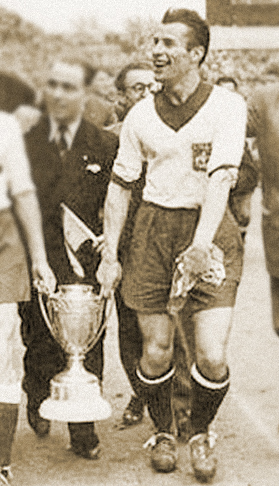
Jean-Marie Prévost, 2016

Jean-Marie Prévost (* 30. September 1918 in Le Teilleul; † 20. März 1997 in Belgien) war ein französischer Fußballspieler.

## Spielerkarriere

### Frühe Jahre (bis 1939)
Prévost, der mit seinen 178 Zentimetern Körpergröße sowohl in der Abwehr als auch im Mittelfeld eingesetzt wurde, begann das Fußballspielen in der nordfranzösischen Stadt Lille und stand als zweimaliger Gewinner eines Nachwuchswettbewerbs in den Jahren 1934 und 1935 bereits im Jugendalter im nationalen Rampenlicht. Zuerst trug er das Trikot des SC Fives, wechselte dann aber zum Stadtrivalen Olympique Lille, wo er 1936 den Sprung in die Profimannschaft schaffte. Zu einer Zeit, in der Ein- und Auswechslungen noch nicht möglich waren, kam er in seinen ersten Jahren im bezahlten Fußball nicht über unregelmäßige Einsätze in der Erstligamannschaft hinaus. Allerdings stand er auf dem Platz, als Lille 1939 im nationalen Pokalfinale gegen Racing Paris antrat; weil das Spiel mit 1:3 verloren ging, verpasste der junge Fußballer einen möglichen ersten Titelgewinn.

### Leben im Zweiten Weltkrieg (1939–1945)
Als 1939 der Zweite Weltkrieg ausbrach, wurde Prévost als Soldat einberufen und musste somit seine Laufbahn unterbrechen. Er geriet in deutsche Kriegsgefangenschaft und verbrachte vier Jahre als Häftling eines Stammlagers bei Nürnberg. Aufgrund dessen hatte er bis Kriegsende nicht die Möglichkeit, an der weiterhin inoffiziell ausgetragenen Fußballmeisterschaft teilzuhaben.

### Rückkehr zum Fußball (ab 1945)
Von 1945 an stand er im Kader des OSC Lille, der aus der Fusion seiner beiden früheren Klubs Olympique Lille und SC Fives hervorgegangen war, und erlebte im selben Jahr den Wiederbeginn des offiziellen Spielbetriebs. Er avancierte zum Stammspieler und wurde mit seinen Teamkameraden 1946 französischer Meister; dazu bestritt er sein zweites Pokalfinale und konnte dank eines 4:2-Erfolgs gegen Red Star Paris auch dort seinen ersten Titel holen. Im Oktober 1946 brach er sich bei einer Erstligabegegnung gegen Stade Rennes das Wadenbein. Von dieser Verletzung konnte sich Prévost allerdings schnell erholen, sodass er im Dezember desselben Jahres wieder auf dem Platz stand. Er zählte weiterhin zu den Leistungsträgern einer Mannschaft, die in der Liga zu den Spitzenklubs zählte, obwohl sie zunächst keine weiteren Titel einfahren konnte. Im Pokal gelang hingegen 1947 die Titelverteidigung, die 1948 von einem dritten Gewinn der Trophäe in Serie gefolgt wurde. 1949 riss diese Serie, als Lille im Finale wie auch 1939 an Racing Paris scheiterte; persönlich konnte Prévost nach drei Pokalsiegen und einer Meisterschaft keine weiteren Titelgewinne mehr verbuchen. Dennoch war er mit mehr als 30 Jahren noch bei einem Topverein der höchsten französischen Liga gesetzt. 1952 beendete der Spieler, der durchweg für Vereine aus der Stadt Lille gespielt hatte, mit 33 Jahren nach 205 Erstligapartien mit acht Toren seine Profilaufbahn. Trotz seiner langjährigen Zugehörigkeit zu einer der erfolgreichsten nationalen Mannschaften war ihm nie die Aufnahme in die Nationalelf seines Landes gelungen.

## Trainerkarriere
Ein Jahr nach dem Ende seiner aktiven Karriere wurde der Ex-Profi 1953 beim Amateurverein SC Abbeville als neuer Trainer vorgestellt. In diesem Posten verblieb er zunächst bis 1954, wurde aber 1955 erneut angestellt. Er blieb dem Verein treu, bis er 1961 zum Zweitligisten US Boulogne wechselte. Nach einem Jahr dort beendete er 1962 seine Trainerlaufbahn.